# Épanaphore
 (octobre 2022).
Améliorez-le ou discutez des points à vérifier. 
 (octobre 2022).
Si vous disposez d'ouvrages ou d'articles de référence ou si vous connaissez des sites web de qualité traitant du thème abordé ici, merci de compléter l'article en donnant les références utiles à sa vérifiabilité et en les liant à la section « Notes et références ».
Une épanaphore (substantif féminin)  (du grec ancien ἐπαναφορά / epanaphorá « reprise, rapport ») est une figure de style consistant en la répétition d'une même formule au début de phrases ou de segments de phrase successifs, dans la même structure syntaxique. Proche de l'anaphore (de l'épiphore,) et de l'épanode, elle s'en distingue néanmoins dans le sens où elle reproduit la structure syntaxique à l'identique, selon Jean Mazaleyrat (1921-2014), et Georges Molinié dans Vocabulaire de la stylistique (PUF, Paris, 1989).

## Exemples
« On tue un homme : on est un assassin. On en tue des millions : on est un conquérant. On les tue tous : on est un dieu. »

— Jean Rostand

## Définition

### Définition linguistique
L'épanaphore répète un mot ou un groupe de mots positionnés uniquement en début de proposition, comme l'anaphore (qui elle appartient à la versification), au sein d'un texte en prose. La condition pour que l'épanaphore soit consommée est que ces mots ou groupes de mots répétés doivent avoir la même structure syntaxique, même si les éléments les composants varient en nature grammaticale. Dans l'exemple de Rostand le groupe de mots répétés varie, cependant la structure syntaxique demeure semblable (sujet+verbe).
En somme, l'épanaphore consiste en ce qu'un même terme est repris en tête de  plusieurs syntagmes.
Il existe dans l'épanaphore une construction symétrique:
« Tout le bas, tout le faible et tout l'indigne s'y trouvent » (La Bruyère)
En effet, à l'origine la notion provient de la poésie qui y voyait une figure de répétition syntaxique respectant les limites de la période (rhétorique). Ici, la répétition de la structure initiale "Tout le" marque chaque période de cette phrase, qui en abrite trois.
Pour Georges Molinié : c'est « la reprise exacte, en la même place syntagmatique absolument initiale, des mêmes éléments ».

### Définition stylistique
La répétition de tels mots ou groupes de mots-ou syntagmes- est très souvent employé comme procédé comique, en particulier dans les pièces de théâtre du genre.
Chez Molière, par exemple, dans Le Tartuffe, le personnage d'Orgon interrompt sans cesse le discours de Dorine par une épanaphore comique de « Et Tartuffe? », toujours suivie d'une exclamation (car en fin de vers): « Le pauvre homme! »
Son recours peut aussi animer un discours, de ce fait l'épanaphore est très employée en art oratoire. Le but est de marteler son raisonnement d'un point argumentatif que l'on veut faire comprendre à l'interlocuteur.

### Figures proches
- Figure "mère" : répétition
- Figures "filles" : aucune
- Paronymes : anaphore
- Synonymes : anaphore, épanode, anadiplose
- Antonymes : épiphore